# Championnat d'Europe féminin de rink hockey 2003
Navigation
Championnat d'Europe féminin 2001 Championnat d'Europe féminin 2005
Le championnat d'Europe de rink hockey féminin 2003 se déroule du 1er au 6 septembre 2003 à Coutras en France. La compétition est remportée par l'équipe d'Allemagne féminine, qui devient ainsi championne d'Europe 2003.

## Participants
Sept sélections nationales féminines se sont inscrites pour cette septième édition des championnats d'Europe féminins :
- Allemagne
- Angleterre
- Espagne
- France
- Italie
- Portugal
- Suisse

## Format
Compte tenu du nombre d'équipes participant, la compétition se déroule sous la forme d'un mini championnat dans lequel chaque équipe se rencontre une fois.
L'équipe qui sort vainqueur d'un match engrange trois points, l'équipe défaite aucun point. En cas d'égalité à la fin du match, chaque équipe gagne un point.

## Résultats
| Rang | Équipe     | Pts | J | G | N | P | Bp | Bc | Diff |  | Résultats (dom.\ext.) |  |     |     |     |     |     |     |
| ---- | ---------- | --- | - | - | - | - | -- | -- | ---- |  | --------------------- |  | --- | --- | --- | --- | --- | --- |
| 1    | Allemagne  | 16  | 6 | 5 | 1 | 0 | 17 | 3  | +14  |  | Allemagne             |  | 2-0 | 2-2 | 4-0 | 2-1 | 1-0 | 6-0 |
| 2    | Espagne    | 15  | 6 | 5 | 0 | 1 | 18 | 5  | +13  |  | Espagne               |  |     | 2-0 | 2-1 | 6-0 | 5-2 | 3-0 |
| 3    | Portugal   | 13  | 6 | 4 | 1 | 1 | 12 | 6  | +6   |  | Portugal              |  |     |     | 1-0 | 3-1 | 4-0 | 2-1 |
| 4    | France     | 7   | 6 | 2 | 1 | 3 | 11 | 9  | +2   |  | France                |  |     |     |     | 3-1 | 1-1 | 6-0 |
| 5    | Angleterre | 6   | 6 | 2 | 0 | 4 | 11 | 17 | -6   |  | Angleterre            |  |     |     |     |     | 2-1 | 6-2 |
| 6    | Italie     | 4   | 6 | 1 | 1 | 4 | 8  | 13 | -5   |  | Italie                |  |     |     |     |     |     | 4-0 |
| 7    | Suisse     | 0   | 6 | 0 | 0 | 6 | 3  | 27 | -24  |  | Suisse                |  |     |     |     |     |     |     |